# Hansen (cràter)

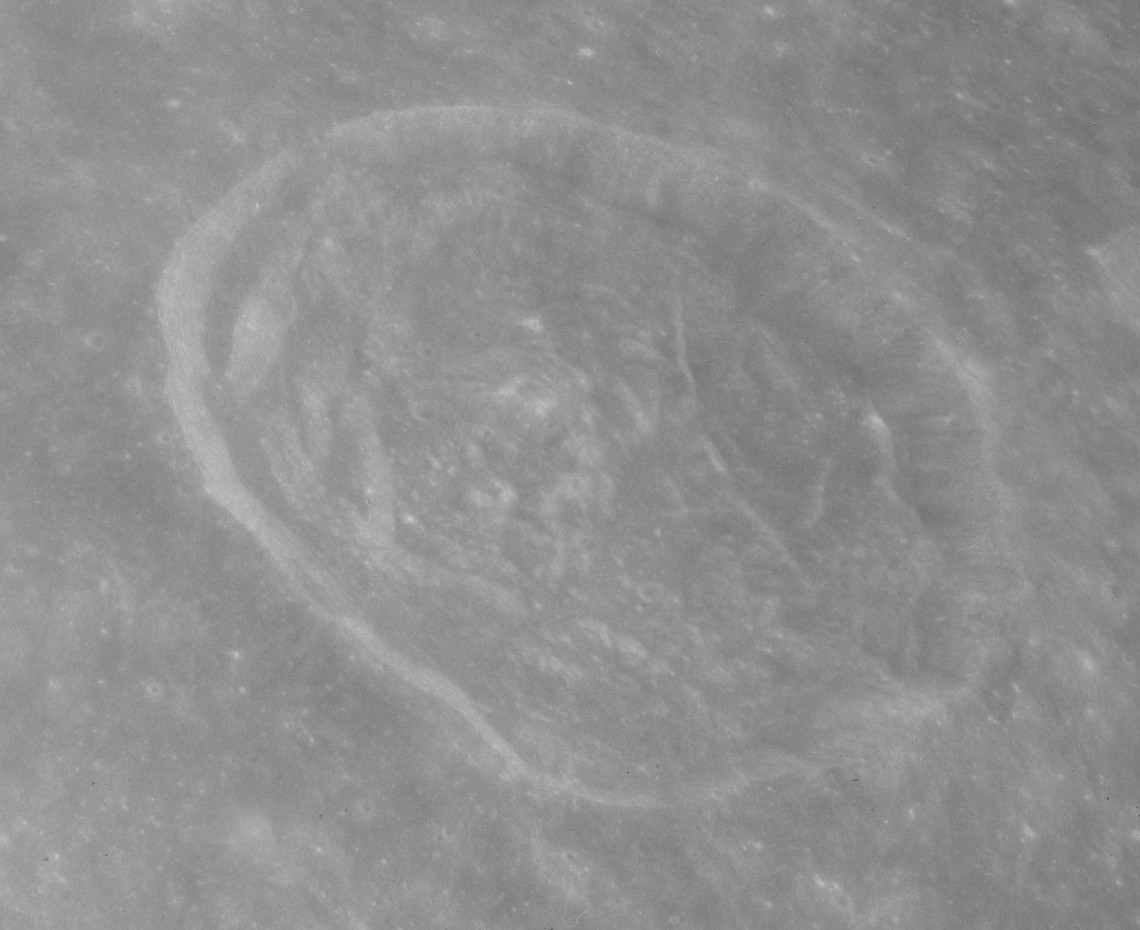
Vista obliqua des de l'Apol·lo 17

Hansen és un cràter d'impacte que es troba prop de l'extrem oriental de la Lluna. En aquesta posició el cràter s'observa des de la Terra amb forma ovalada a causa de l'escorç, però el cràter és en realitat gairebé circular. Es troba al nord-est del cràter més gran Condorcet i al sud del més petit Alhazen.
La paret exterior d'Hansen és afilada, amb una lleugera inflor cap a l'exterior al sud-oest. Els enfonsaments del material de la paret interior formen una sèrie de terrasses, adoptant una disposició lleugerament en forma de bol. Presenta un pic central en el punt mitjà del cràter.

## Cràters satèl·lit
Per convenció, aquests elements s'identifiquen als mapes lunars col·locant la lletra al costat del punt central del cràter més pròxim a Hansen.
|        | \| Hansen \| Coordenades \| Diàmetre \| \| ------ \| ------------------------------------ \| -------- \| \| A \| 13° 18′ N, 74° 18′ E / 13.3°N,74.3°E \| 13 km \| \| B \| 14° 18′ N, 79° 54′ E / 14.3°N,79.9°E \| 80 km \| |          |
| Hansen | Coordenades | Diàmetre |
| A      | 13° 18′ N, 74° 18′ E / 13.3°N,74.3°E | 13 km    |
| B      | 14° 18′ N, 79° 54′ E / 14.3°N,79.9°E | 80 km    |